# Jabba el Hutt
Jabba el Hutt (Jabba the Hutt en anglès) és un personatge fictici de la sèrie La Guerra de les Galàxies. Va aparèixer per primera vegada en la pel·lícula Star Wars Episode VI - Return of the Jedi (1983) com un alienígena gran i amb forma de cuc, encara que posteriorment va ser introduït digitalment en l'edició especial de Star Wars Episode IV - A New Hope realitzada en 1997 i en la primera pel·lícula de la trilogia preqüela Star Wars Episode I The Phantom Menace, estrenada en 1999. Originalment va ser representat per una immensa marioneta de làtex, però en altres pel·lícules és una imatge creada per computadora (CGI). A més de les pel·lícules, Jabba apareix en la literatura i còmics de Star Wars, a vegades s'esmenta el seu nom complet, Jabba Desilijic Tiure.
El paper del personatge en Star Wars és principalment antagonista. És un Hutt de al voltant de 600 anys, té com el seu braç dret a Bib Fortuna, cap criminal i gàngster que empra a un sèquit de criminals, caça-recompenses, contrabandistes, assassins i guardaespatles que operen el seu imperi criminal. El palau de Jabba el Hutt en el planeta desèrtic de Tatooine és un exmonestir d'un grup de místics coneguts com els monjos B'omarr. on manté al seu elenc d'artistes, esclaus, androides, i criatures alienígenes que estan a la seua disposició. Jabba té un sentit de l'humor bastant tètric, un riure arrogant, un apetit insaciable, i afinitats per a apostar, per a torturar, i per a les esclaves.

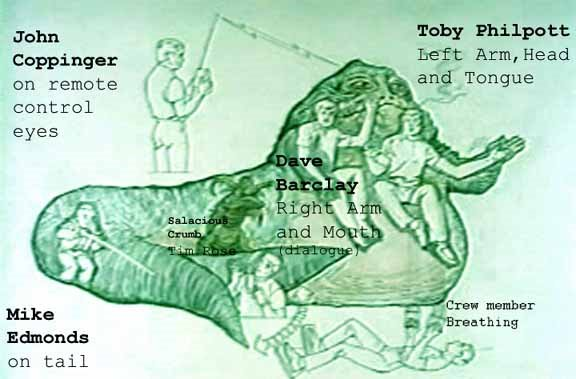
Esbós del titella de Jabba el Hutt del Retorn del Jedi, incloent els titellaires Dave Barclay, Toby Philpott, John Coppinger, Mike Edmonds and Tim Rose.
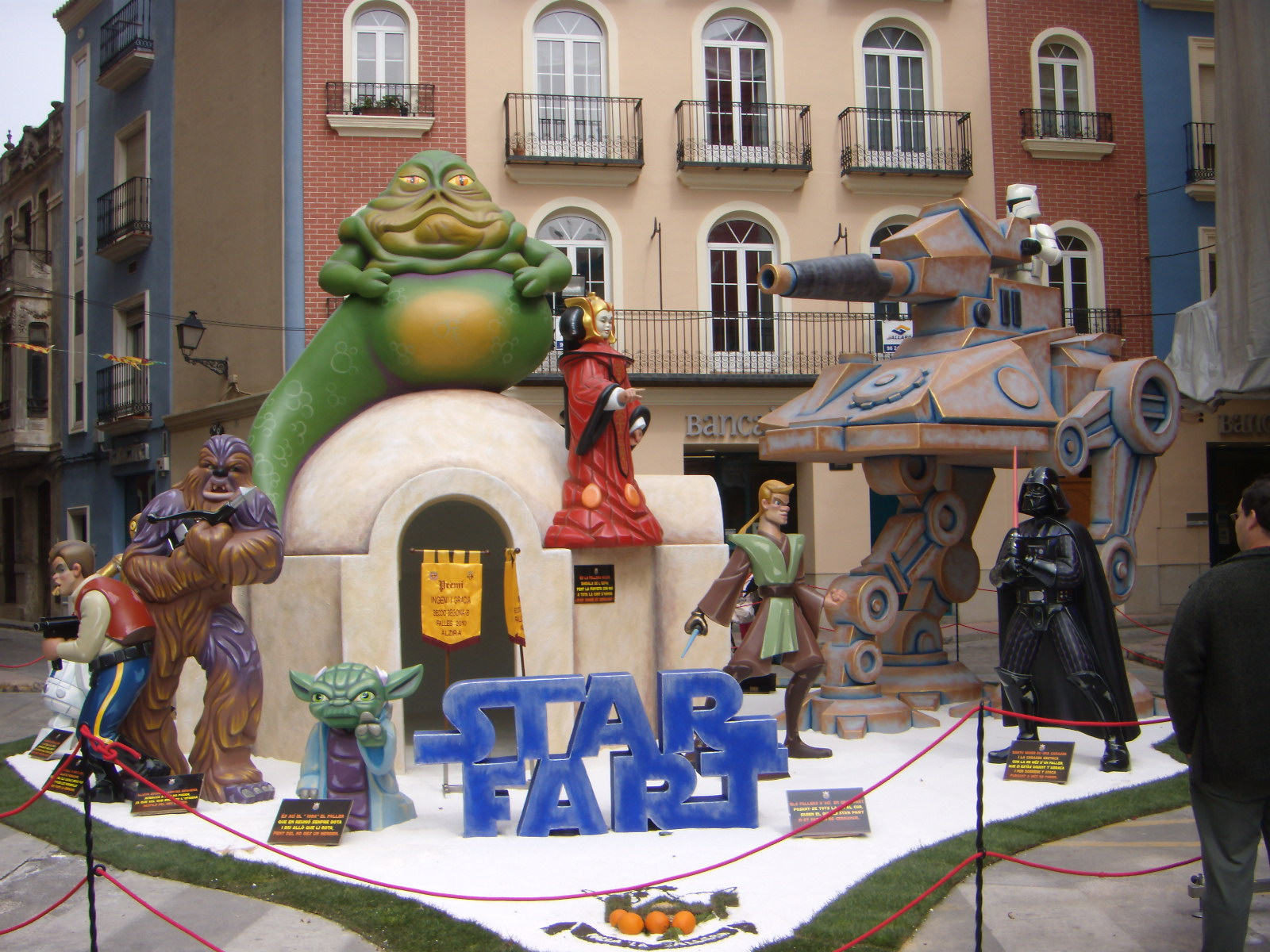
Jabba el Hutt representat a les falles d'Alzira, la Ribera Alta